# Rajd Internationale Semperit 1971
Rajd Semperit 1971 (15. Int. Semperit Rallye) – 15 edycja rajdu samochodowego Rajd Semperit rozgrywanego w Austrii. Rozgrywany był od 3 do 5 czerwca 1971 roku. Była to siódma runda Rajdowych Mistrzostw Europy w roku 1971.

## Klasyfikacja rajdu
| Miejsce                | Kierowca                 | Pilot                  | Samochód                   | Czas                   | Strata                 |                        |
| Klasyfikacja generalna | Klasyfikacja generalna   | Klasyfikacja generalna | Klasyfikacja generalna     | Klasyfikacja generalna | Klasyfikacja generalna | Klasyfikacja generalna |
| ---------------------- | ------------------------ | ---------------------- | -------------------------- | ---------------------- | ---------------------- | ---------------------- |
| 1.                     | Sandro Munari            | Mario Mannucci         | Lancia Fulvia 1.6 Coupé HF | 1:41:02                | 0.0                    |                        |
| 2.                     | Achim Warmbold           | Hans-Joachim Dörfler   | BMW 2002 Ti                | 1:43:14                | +2:12                  |                        |
| 3.                     | Rainer Zweibäumer        | Wulf Biebinger         | BMW 2002 Ti                | 1:46:39                | +5:37                  |                        |
| 4.                     | Manfred Walch            | Hannes Rothfuß         | Porsche 911 S              |                        |                        |                        |
| 5.                     | Georg Fischer            | Wolfgang Tazl          | Volkswagen Käfer 1302 S    |                        |                        |                        |
| 6.                     | Carl Christian Schindler | Gustav Hruschka        | Volkswagen 1302 S          |                        |                        |                        |
| 7.                     | ?                        |                        |                            |                        |                        |                        |
| 8.                     | ?                        |                        |                            |                        |                        |                        |
| 9.                     | Sobiesław Zasada         | Andrzej Jaroszewicz    | BMW 2002 Ti                |                        |                        |                        |
| 10.                    | Horst Rack               | Helmut Köhler          | Porsche 911 S              |                        |                        |                        |
| Klasyfikacja ERC       |                          |                        |                            |                        |                        |                        |
| 1.                     | Sandro Munari            | Mario Mannucci         | Lancia Fulvia 1.6 Coupé HF | 1:41:02                | 0.0                    |                        |
| 2.                     | Achim Warmbold           | Hans-Joachim Dörfler   | BMW 2002 Ti                | 1:43:14                | +2:12                  |                        |
| 3.                     | Rainer Zweibäumer        | Wulf Biebinger         | BMW 2002 Ti                | 1:46:39                | +5:37                  |                        |
| 4.                     | Manfred Walch            | Hannes Rothfuß         | Porsche 911 S              |                        |                        |                        |
| 5.                     | Georg Fischer            | Wolfgang Tazl          | Volkswagen Käfer 1302 S    |                        |                        |                        |
| 6.                     | Carl Christian Schindler | Gustav Hruschka        | Volkswagen 1302 S          |                        |                        |                        |
| 7.                     | Sobiesław Zasada         | Andrzej Jaroszewicz    | BMW 2002 Ti                |                        |                        |                        |
| 8.                     | Horst Rack               | Helmut Köhler          | Porsche 911 S              |                        |                        |                        |